# آيفون 5 سي
آيفون 5 سي (بالإنجليزية: iPhone 5C)‏ هو هاتف ذكي من أبل ضمن سلسلة آيفون يعمل بنظام آي أو إس، تم طرحه في الأسواق في 20 سبتمبر 2013.

## الخصائص
- نظام التشغيل: آي أو إس 7
- التخزين: 16 و 32 جيجابايت ( لا توجد نسخة بسعة 64 جيجابايت )
- متعدد الألوان : 1 الزهري 2الأزرق 3الأبيض 4الأصفر 5الأخضر
- الذاكرة العشوائية : 1 جيجابايت

## اكسسوارات
- غطاء خلفي للآيفون 5سي بألوان مختلفة : 1أسود 2أصفر 3أخضر 4أحمر 5أبيض 6أزرق
- سماعة اذن مع التحكم بالصوت